# Filer Haven
Der Filer Haven ist eine kleine Bucht im Südosten von Signy Island im Archipel der Südlichen Orkneyinseln. An der Ostseite der Gourlay-Halbinsel liegt sie zwischen dem Pantomime Point und dem Pageant Point.
Das UK Antarctic Place-Names Committee benannte die Bucht am 20. Dezember 1974 nach dem britischen Biologen John Roger Filer (1937–1961) vom British Antarctic Survey, der am 13. Februar 1961 während der Untersuchung von Nestern der hier brütenden Scheidenschnäbel durch einen Sturz von rund 30 m hohen Kliffs ums Leben gekommen war.